# Public Universal Friend

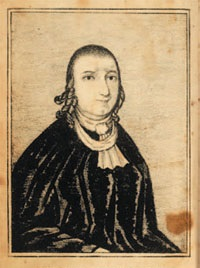
The Public Universal Friend

The Public Universal Friend (* 29. November 1752, in Cumberland, Colony of Rhode Island and Providence Plantations als Jemima Wilkinson; † 1. Juli 1819 in Jerusalem, New York) war eine – laut eigener Aussage geschlechtslose – amerikanische Person, die christliche Predigten hielt. Nach einer schweren Krankheit im Jahre 1776 erklärte die zuvor als Jemima Wilkinson bekannte Genesene, dass Wilkinsons Seele gestorben und ihr Körper als geschlechtsloses Wesen wiederbelebt worden sei. Wilkinson änderte den eigenen Namen in Public Universal Friend (Allgemeiner Freund der Menschheit), vermied ab da geschlechtsspezifische Kleidung und Pronomen, und predigte im Nordosten der Vereinigten Staaten. Public Universal Friend glaubte (ähnlich wie andere Quäker) an Willensfreiheit und Allaussöhnung und nicht an Prädestination, widersetzte sich der Sklaverei und förderte sexuelle Enthaltsamkeit.
Anhänger bildeten die Society of Universal Friends. In den 1790er Jahren erwarb diese Gemeinschaft Land im Westen des heutigen Bundesstaats New York, wo sie die Gemeinde Jerusalem in der Nähe des heutigen Penn Yan gründeten. Die engsten Anhängerinnen waren vier Dutzend Frauen, die unverheiratet blieben und führende weltliche und spirituelle Rollen in der Gemeinde übernahmen. Nachdem Public Universal Friend und andere Mitglieder gestorben waren, löste sich die Gesellschaft in den 1860er Jahren auf. Manche Autoren haben Public Universal Friend als Frau und als solche wahlweise als Pionierin oder Betrügerin dargestellt. Von anderen wird Public Universal Friend als trans- oder non-binäre Person angesehen.

## Familienhintergrund und Kindheit
Jemima Wilkinson wurde als achtes Kind von Amy (oder Amey) Whipple und Jeremiah Wilkinson geboren, und war damit die vierte Generation der Familie, die in Amerika lebte. Ihr Urgroßvater Lawrence Wilkinson war um 1650 aus England eingewandert und war in der Kolonialregierung tätig; ihr Vater Jeremiah war ein erster Cousin von Stephen Hopkins, dem langjährigen Gouverneur der Kolonie. Jeremiah besuchte den traditionellen Gottesdienst mit der Religiösen Gesellschaft der Freunde (den Quäkern) im Smithfield Meeting House. Biograf David Hudson behauptet, dass Amy auch Mitglied der Gesellschaft war, während Biograf Herbert Wisbey keine Beweise dafür findet, aber Moses Brown zitiert, dass „Jemima als solches geboren wurde“ aufgrund der Zugehörigkeit Jeremiahs. Amy starb 1764 kurz nachdem sie ein zwölftes Kind zur Welt gebracht hatte, als Wilkinson zwölf oder dreizehn Jahre alt war.
Wilkinson war von Kindesbeinen an stark, sportlich und eine begabte Reiterin. Sie konnte nicht nur lesen und schreiben, sondern auch lange Bibelstellen und prominente Quäkertexte aus dem Gedächtnis zitieren. Sie hatte schwarzes Haar und schwarze Augen. Über ihre Jugend ist sonst nur wenig mit Sicherheit bekannt.
Mitte der 1770er Jahre begann Wilkinson an den Gottesdiensten der New Light Baptists teilzunehmen, die sich im Rahmen der Großen Erweckung gebildet hatten und individuelle Erleuchtung betonten. Wilkinson hörte auf, an Versammlungen der Religiösen Gesellschaft der Freunde teilzunehmen, und aus diesem Grund wurde sie im Februar 1776 diszipliniert und (im August) von der Smithfield-Versammlung abgelehnt. Wilkinsons Schwester Patience wurde zur gleichen Zeit entlassen, weil sie ein uneheliches Kind hatte; ihre Brüder Stephen und Jeptha waren im Mai 1776 von der pazifistischen Gesellschaft entlassen worden, weil sie sich für die amerikanische Miliz gemeldet hatten.
Im Zusammenhang mit diesen familiären Unruhen und denjenigen des amerikanischen Unabhängigkeitskrieges, unzufrieden mit den New Light Baptists und gemieden von den Quäkern, war Wilkinson unter großem Stress.

## Krankheit und „Wiedergeburt“
Epidemische Krankheiten breiteten sich 1776 auf Rhode Island aus, und im Oktober erkrankte Wilkinson schwer, höchstwahrscheinlich an Typhus; sie lag mit hohem Fieber im Bett. Ihre Familie holte einen Arzt aus dem zehn Kilometer entfernten Attleboro. Das Fieber sank nach mehreren Tagen. Nach der Genesung sagte die sich nun Public Universal Friend nennende Person, Jemima Wilkinson sei gestorben, ihre Seele in den Himmel aufgestiegen, und ihr Körper mit einem neuen Geist belebt worden, den Gott mit der Verkündigung seines Wortes beauftragt hätte, was Public Universal Friend mit den Worten von Jesaja 62,2 als einen „neuen Namen […] den der Mund des Herrn bestimmte“ beschrieb. Der Name bezog sich auf die Bezeichnung, die die Gesellschaft der Freunde für Mitglieder verwendete, die von Gemeinde zu Gemeinde reisten, um zu predigen: „Öffentliche Freunde“. (Im 18. und 19. Jahrhundert sagten einige Autoren, Wilkinson war für eine kurze oder sogar längere Zeit tot, während andere behaupteten, sie habe die ganze Erkrankung vorgetäuscht. Berichte des Arztes und anderer Zeugen besagen, dass die Krankheit echt war, aber niemand merkte, dass die Person tot gewesen sei.)
Public Universal Friend weigerte sich auf den Namen „Jemima Wilkinson“ weiter zu antworten und zitierte Lukas 23,3 („du sagst es“), als Besucher fragten, ob dies der Name der Person sei, mit der sie sprachen. Public Universal Friend ignorierte oder züchtigte diejenigen, die darauf bestanden, den Namen Jemima Wilkinson weiterhin zu benutzen.
Public Universal Friend behauptete, geschlechtslos zu sein, weder männlich noch weiblich, und bat darum nicht mit geschlechtsspezifischen Pronomen bezeichnet zu werden. Anhänger respektierten diese Wünsche, vermieden solche Pronomen sogar in privaten Tagebüchern und bezogen sich nur auf „the Public Universal Friend“, „the Friend“ oder „P.U.F.“
Public Universal Friend kleidete sich auf eine androgyne Weise, die aber oft als männlich angesehen wurde. Dazu gehörten lange, lose Gewänder (Roben), die meistens schwarz, ober manchmal violett oder weiß waren, und trug ein weißes oder violettes Halstuch. Er ließ sein lockiges Haar drinnen unbedeckt sowie Kastorhüte bei Aufenthalten im Freien. Berichte über Public Universal Friends „weiblich-männlichen Tonfall“ fielen unterschiedlich aus; einige Zuhörer bezeichneten ihn als „klar und harmonisch“, andere beschrieben ihn als „unheimlich und sepulchral“. Ezra Stiles beschrieb die Person als „anständig und anmutig und ernst“.

## Predigten und die Gesellschaft der Allgemeinen Freunde

Public Universal Friends Siegel

In Begleitung von Bruder Stephen sowie den Schwestern Deborah, Elizabeth, Marcy und Patience begann Public Universal Friend in Rhode Island, Connecticut, Massachusetts und Pennsylvanien zu predigen. Public Universal Friend brachte keine Bibel zu den Versammlungen, die anfangs im Freien oder in ausgeliehenen Versammlungshäusern stattfanden, mit, konnte jedoch lange Abschnitte der heiligen Schriften aus dem Gedächtnis zitieren und darüber predigen. Die Predigten zogen viele Anhänger an, die mit der Zeit eine Gemeinde bildeten, die Gesellschaft der Allgemeinen Freunde; Public Universal Friend war somit die erste Person Nordamerikas, die eine Religionsgemeinschaft gründete. Die meisten Anhänger waren ehemalige Quäker. Die sogenannten „Freien Quäker“ (englisch „Free Quakers“), die von der Gesellschaft der Freunde wegen ihrer Teilnahme am Amerikanischen Unabhängigkeitskrieg (mit dem auch die Allgemeinen Freunde sympathisierten) abgetrennt worden waren, zeigten sich den „Universal Friends“ gegenüber besonders sympathisch.
Spätestens Mitte der 1780er Jahre berichtete die Massenpresse ausführlich über die Predigten. Die meisten Artikel konzentrierten sich jedoch mehr auf Public Universal Friends mehrdeutiges Geschlecht als auf die hinter den Predigten stehende Theologie, die weitgehend der der (orthodoxen) Quäker ähnelte. Eine Person, die Public Universal Friend im Jahr 1788 hörte, sagte: „Nach weitverbreiteten Berichten zu urteilen, erwartete ich, etwas Ungewöhnliches in der Lehre zu hören, was nicht der Fall ist; tatsächlich habe ich nur das gehört, was unter Predigern üblich ist.“
Public Universal Friend predigte, dass das Licht Gottes in jedem Menschen wohne, unabhängig von Geschlecht. Außerdem verkündete Public Universal Friend an die Willensfreiheit und die Allaussöhnung zu glauben sowie die Prädestinationslehre abzulehnen. forderte die Abschaffung der Sklaverei Public Universal Friend überzeugte Anhänger, die Menschen in Sklaverei hielten, sie freizulassen. Zu den Mitgliedern der religiösen Gesellschaft der Allgemeinen Freunde zählten auch freie und freigelassene Schwarze. Public Universal Friend predigte Demut und Gastfreundschaft gegenüber allen; die religiösen Versammlungen waren für die Öffentlichkeit zugänglich. Public Universal Friend beherbergte Besucher im eigenen Haus, einschließlich derer die nur aus Neugier kamen. Auch zu den amerikanischen Ureinwohnern unterhielt Public Universal Friend im Allgemeinen eine herzliche Beziehung. Public Universal Friend besaß nur wenige persönliche Besitztümer, die zudem hauptsächlich Geschenke von Anhängern waren, wie Tafelsilber mit dem Monogramm „U.F.“ (Universal Friend) und ein Seitensattel. Public Universal Friend besaß nie (in eigenem Namen) Immobilien.
Public Universal Friend predigte sexuelle Enthaltsamkeit. Public Universal Friend missbilligte die Ehe, obwohl Public Universal Friend (im Gegensatz zu den Shakern) den Zölibat nicht als ausnahmslose Pflicht ansah. 14 % der Anhänger (über die solide Informationen vorliegen) haben nie geheiratet, was deutlich über dem damaligen nationalen Durchschnitt liegt. Als evangelistische Person war Public Universal Friend auch der Ansicht, dass Frauen in erster Linie „Gott statt Männern gehorchen“ sollten (mit Bezug auf Apg. 5,29). Die engagiertesten Anhängerinnen Public Universal Friends waren vier Dutzend unverheiratete Frauen, die als the Faithful Sisterhood (dt. „Treuer Schwesternorden“ oder „Treue Schwesternschaft“) bekannt waren und geistliche und weltliche Führungsrollen in der Gemeinschaft übernahmen, die in dieser Zeit oft Männern vorbehalten waren.
Um 1785 traf Public Universal Friend Sarah und Abraham Richards. Die unglückliche Ehe der Richards endete durch Abrahams Tod im Jahr 1786. Sarah und ihre kleine Tochter zogen daraufhin in das Haus von Public Universal Friend. Sarah Richards nahm ähnlich androgyne Manierismen, Frisur und Kleidung an, und wurde „Sarah Friend“ genannt. Public Universal Friend betraute Richards mit der Verwaltung der Gesellschaft der allgemeinen Freunde. Richards war maßgeblich an der Planung und dem Bau des Hauses beteiligt, in dem sie und Public Universal Friend später in der Gemeinde Jerusalem wohnten. Als Richards 1793 starb, überließ sie ihr Kind der Obhut Public Universal Friends.

## Siedlungen und Rechtsstreitigkeiten
Mitte der 1780er Jahre begannen die Allgemeinen Freunde, ein Dorf im heutigen westlichen New York zu errichten. Ende 1788 hatten die ersten Siedler eine Siedlung in der Genesee-Fluss-Region gegründet. Im März 1790 war die Siedlung (mit dem Namen The Friend's Settlement) so weit abgeschlossen, dass die anderen Allgemeinen Freunde sich ihr anschlossen. Es gab jedoch Probleme. Im Jahr 1791 beantragte James Parker erfolgreich beim Gouverneur von New York einen Rechtsanspruch auf den Grundbesitz des Landes das die Allgemeinen Freunde besiedelt hatten. Die meisten Gebäude, die die Allgemeinen Freunde erbaut hatten, befanden sich östlich der ursprünglichen Preemption Line und somit in New York; als die Linie 1792 erneut vermessen wurde, befanden sich mindestens 25 Häuser und Höfe jedoch westlich der Linie und somit außerhalb des gewährten Gebietes. Die Gesellschaft war gezwungen, das von ihr besiedelte Land von der Pulteney Association zurückzukaufen. Weil es zwischen den beiden Vermessungslinien lag, wurde die Siedlung später zumeist The Gore (dt. Die Gehre) genannt.
Des Weiteren befanden sich die Ländereien in dem Phelps and Gorham Purchase, das aufgrund Zahlungsverzugs an den Finanzier Robert Morris und dann an The Pulteney Association weiterverkauft wurde. Jeder Wechsel der Besitzer trieb die Preise in die Höhe, ebenso wie der Zustrom neuer Siedler, die durch die baulichen Verbesserungen der Gesellschaft der Allgemeinen Freunde in der Region angezogen wurden. Der Religionsgemeinde fehlte ein fester Rechtsanspruch auf genügend Grundbesitz für alle Mitglieder, und einige verließen die Region. Andere, darunter James Parker und William Potter, wollten profitieren, indem sie das Land selbst in Besitz nahmen. Um das erste dieser Probleme anzugehen, hatten Mitglieder der Gesellschaft einige alternative Standorte gesichert. Abraham Dayton erwarb ein großes Stück Land in Kanada von Gouverneur John Graves Simcoe. Sarah Richards überredete Public Universal Friend jedoch, nicht so weit weg zu ziehen. Außerdem hatten Thomas Hathaway und Benedict Robinson 1789 ein Grundstück an einem Bach gekauft, den sie Brook Kedron nannten und der in den Crooked Lake (Keuka Lake) mündete. Die neue Gemeinde wurde Jerusalem genannt (in der Nähe des heutigen Penn Yan).
Ein zweiter Streit erreichte jedoch im Herbst 1799 einen Höhepunkt. Der Richter William Potter, der Ontario-County-Amtsrichter James Parker, und mehrere desillusionierte ehemalige Anhänger Public Universal Friends versuchten mehrmals, Public Universal Friend wegen Gotteslästerung zu verhaften. (Einige Autoren behaupten, dass diese Versuche durch die Streitigkeiten über Landbesitz und Macht motiviert waren.) Ein Polizist versuchte, Public Universal Friend während eines Ausritts mit Rachel Malin zu ergreifen, was aber aufgrund der großen Erfahrung im Reiten von Public Universal Friend misslang. Der Beamte und ein Assistent versuchten später, Public Universal Friend zu Hause in Jerusalem zu verhaften, aber die Frauen des Hauses vertrieben die Männer und zerrissen ihre Kleidung. Ein dritter Versuch wurde sorgfältig von einer Gruppe von 30 Männern geplant, die das Haus nach Mitternacht umstellten, die Tür mit einer Axt einbrachen und Public Universal Friend in einem Ochsenkarren abführen wollten. Ein Arzt, der mit der Gruppe gekommen war, erklärte, dass Public Universal Friend in einem zu schlechten Gesundheitszustand sei, um bewegt zu werden, und sie trafen ein Abkommen, dass Public Universal Friend im Juni 1800 vor einem Bezirksgericht in Ontario erscheinen sollte, aber nicht vor Amtsrichter Parker. Public Universal Friend erschien zu diesem Prozess, doch das Gericht entschied, dass keine strafbare Handlung begangen worden war. Es forderte zudem die zuvor angeklagte Person auf, den Anwesenden eine Predigt zu halten.

## Tod und Legenden
Die Gesundheit von Public Universal Friend war seit der Jahrhundertwende angeschlagen. 1816 begann Public Universal Friend unter einem schmerzhaften Ödem zu leiden, empfing aber weiterhin Besucher und hielt Predigten. Nach einer letzten regulären Zeremonie im November 1818 predigte Public Universal Friend ein letztes Mal bei der Beerdigung von Schwester Patience Wilkinson Potter im April 1819.
Public Universal Friend starb am 1. Juli 1819 in Jerusalem, New York. Das Sterbebuch der Gemeinde berichtet: „25 Minuten nach 2 Uhr verging der Freund von hier.“ Entsprechend Public Universal Friends  Wünschen fand danach nur ein regelmäßiges Treffen der Gesellschaft und keine Trauerfeier statt. Die Leiche wurde in einen Sarg mit einem ovalen Glasfenster gelegt und vier Tage nach dem Tod in einem dicken Steingewölbe im Keller des Hauses von Public Universal Friend beigesetzt. Einige Jahre später wurde die Leiche entfernt und auf Wunsch von Public Universal Friend in einem nicht gekennzeichneten Grab beigesetzt. Todesanzeigen erschienen in vielen Zeitungen im Osten der Vereinigten Staaten. Enge Anhänger blieben treu, aber auch sie starben im Laufe der Zeit, und weil die Gesellschaft keine neuen Mitglieder anzog, verschwand sie in den 1860er Jahren.
Public Universal Friends Haus und die vorübergehende Bestattungskammer befinden sich in der Gemeinde Jerusalem und sind im Nationalen Verzeichnis historischer Stätten eingetragen. Die Museen der Yates County Genealogical and Historical Society in Penn Yan stellen das Porträt, die Bibel, die Kutsche, den Hut und den Sattel von Public Universal Friend sowie Dokumente der Gesellschaft aus. Bis in den 1900er Jahren nannten die Bewohner von Little Rest (jetzt Kingston), Rhode Island, eine Solidago-Art „Jemima-Unkraut“, da das Auftreten des Unkrauts in der Stadt mit dem ersten Besuch Jemima Wilkinsons in den 1770er Jahren zusammenfiel.
Die Mitglieder der Gesellschaft der Allgemeinen Freunde bebauten als erste der Region zwischen den Seneca und Keuka Lakes. Sie errichteten in Dresden eine Getreidemühle, die erste Mühle im Westen von New York, die jetzt mit einem historischen Marker versehen ist.
Eine Vielzahl von Legenden kursierten über Public Universal Friend. Einige Autoren behaupteten, dass Public Universal Friend Anhänger despotisch herumkommandiert oder einige jahrelang verbannt, verheiratete Anhänger zur Scheidung gezwungen, oder ihr persönliches Eigentum an sich genommen habe. Public Universal Friend soll sogar (erfolglos) versucht haben Tote zu erwecken oder auf dem Wasser zu gehen. Über Letzteres berichtet Henry Tudor 1834 im Rahmen seiner Reise durch Nordamerika und Mexiko von der seiner Meinung nach „betörenden Frau“ (oder „Scheinheiligen“):

“Ten miles south of Dresden is Rapelya's ferry, where is still remaining the frame constructed by Jemima for the purpose of trying the faith of her followers. Having approached within a few hundred yards of the Lake shore, she alighted from an elegant carriage, in which she had been drawn to the place, and the road having been strewn by her disciples with white handkerchiefs, she walked to the platform. Having announced her intention of walking across the Lake on the water, she stepped ankle-deep into the clear element: when suddenly pausing, she addressed the multitude, inquiring whether or not they had faith that she could pass over, for if otherwise she could not effect the miracle. On receiving an affirmative answer, she returned to her carriage, declaring that as they believed in her power, it was unnecessary to display it.”

„Zehn Meilen südlich von Dresden liegt Rapelyas Fähre, wo noch immer der Rahmen steht, den Jemima gebaut hat, um den Glauben ihrer Anhänger auf die Probe zu stellen. Nachdem sie sich dem Ufer des Sees auf wenige hundert Yards genähert hatte, stieg sie aus einer eleganten Kutsche, in der sie zu dem Ort gezogen worden war, und ging über die von ihren Schülern mit weißen Taschentüchern übersäte Straße zur Plattform. Nachdem sie ihre Absicht angekündigt hatte, auf dem Wasser über den See zu gehen, trat sie knöcheltief in das klare Element: Als sie plötzlich innehielt, wandte sie sich an die Menge und fragte, ob sie daran glaubten, dass sie hinübergehen könne, denn andernfalls könne sie das Wunder nicht bewirken. Wenn sie eine positive Antwort erhielt, kehrte sie zu ihrer Kutsche zurück und erklärte, es sei unnötig, ihre Macht zu demonstrieren, da sie an diese glaubten.“

Es gibt keine zeitgenössischen Beweise für diese Geschichten, und Leute, die Public Universal Friend kannten, einschließlich einiger, die nie Anhänger waren, sagten, die Gerüchte seien falsch. Eine andere Geschichte begann 1787 bei einem Treffen von „Universal Friends“ und Gästen in Pennsylvania, bei dem Abigail Dayton und Sarah Wilson nicht miteinander einig waren. Danach sagte Wilson, Dayton habe versucht, sie im Schlaf zu erwürgen – und habe dabei versehentlich ihre Mitbewohnerin Anna Steyers erwürgt. Steyers bestritt, dass irgendetwas geschehen sei, und andere Anwesende schrieben Wilsons Befürchtungen einem Albtraum zu. Die Zeitungen in Philadelphia druckten allerdings eine ausgeschmückte Version des Vorwurfs (wobei Kritiker behaupteten, der Angriff müsse die Zustimmung von Public Universal Friend gehabt haben). Die Geschichte verwandelte sich schließlich in eine Legende, nach der Public Universal Friend selbst (zu dieser Zeit in Rhode Island befindlich) Wilson erwürgt habe. Eine weit verbreitete Anschuldigung, die viel Feindseligkeit auslöste war der Vorwurf, Public Universal Friend habe behauptet, Jesus Christus zu sein. Public Universal Friend und die Gesellschaft der Allgemeinen Freunde bestritten diesen Vorwurf wiederholt.

## Interpretationen
Obwohl Public Universal Friend darauf bestand, weder Mann noch Frau zu sein, haben Autoren ihn oft als Frau – und Pionierin oder Betrügerin – dargestellt. Zu diesen Autoren zählen die Historiker Michael Bronski, Susan Juster und Catherine Brekus. Bronski schreibt, nach den damaligen Maßstäben und in der damaligen Sprache sei Public Universal Friend weder Transgender noch Transvestit gewesen. Juster nennt Jemima Wilkinson eine „spirituelle Transvestitin“. Anhänger hätten die androgyne Kleidung für kongruent mit dem geschlechtslosen Geist, der den Körper der Erzählung nach belebte, gehalten.
Juster und andere behaupten, dass Public Universal Friend für sich selbst oder für Anhänger die Aussage des Paulus in Galater 3,28 verkörpert haben könnte: Dass es in Christus „weder Mann noch Frau“ gibt. Catherine Wessinger, Brekus und andere behaupten, Wilkinson zeige, dass Geschlecht nicht immer als binär oder angeboren angesehen werden sollte. Dennoch argumentieren Brekus und Juster, Wilkinson habe trotzdem die Auffassung einer höherwertigen Männlichkeit bekräftigt, indem sie sich „wie ein Mann“ kleidete und wiederholt darauf bestand, dass sie keine Frau war. Scott Larson, der Erzählungen ablehnt, die Public Universal Friend als Frau sehen, schreibt, dass Public Universal Friend als Kapitel in der Transgender-Geschichte verstanden werden könne – noch bevor der Begriff Transgender überhaupt erfunden war.